# ماجنتو
ماجنتو هي منصّة مفتوحة المصدر للتجارة الإلكترونيّة مكتوبة بلغة بي إتش بي. بدأت شركة .Varien Inc الأمريكيّة تطوير البرنامج بمساعدة متطوّعين، وأعلنت عن الإصدار الأوّل منه في 31 مارس سنة 2008. باع روي روبن، المدير التنفيذي السّابق لشركة .Varien Inc، حصّة معتبرة من الشركة إلى إيباي؛ التي استحوذت في نهاية المطاف على .Varien Inc ثم أعلنت بعد ذلك عن شركة مستقلة باسم Magento.
أُعلِن في 17 من نوفمبر 2015 عن الإصدار 2.0 من ماجنتو الذي يهدف إلى توفير وسائل جديدة للرفع من مستوى انخراط المستخدم، انسيابيّة التصفّح، مُعدَّل التحويل وتوليد المداخيل عموما. يوفّر هذا الإصدار أدوات معدّة خصّيصا للتقليل من الوقت اللازم لتنفيذ المهامّ وللرفع من الإنتاجية. كما حلّ مشاكلَ كانت توجد في الإصدارات السّابقة  وحسّن من الأداء العامّ للبرنامج وقابليّته للتوسّع.
يستخدم ماجنتو نظام إدارة قواعد البيانات العلائقية ماي إس كيو إل/ماريا دي بي، لغة بي إتش بي البرمجيّة، وعناصر من إطار العمل زند Zend Framework؛ ويطبّق مفاهيم البرمجة كائنيّة التوجّه ومعمارية نمط-عرض-متحكّم. يستخدم ماجنتو أيضا نموذج كيان-خاصيّة-قيمة entity–attribute–value لتخزين البيانات.